# Opći izbori u Bosni i Hercegovini 1996.
Opći izbori u Bosni i Hercegovini 1996. bili su prvi poslijeratni izbori u Bosni i Hercegovini održani u listopadu 1996. Na njima su prvi put birani zastupnici za novonastale institucije - Predsjedništvo Bosne i Hercegovine, Zastupnički dom Parlamentarne skupštine Bosne i Hercegovine, Zastupnički dom Parlamenta Federacije Bosne i Hercegovine i skupštine županija Federacije BiH. Na ovim izborima uvjerljivu pobjedu su odnijele nacionalne stranke koje su pobijedile i na prvim općim izborima 1990., u vrijeme demokratizacije i nacionalnih tenzija koje su dovele do rata u BiH - Stranka demokratske akcije, Hrvatska demokratska zajednica Bosne i Hercegovine i Srpska demokratska stranka.

## Predsjedništvo Bosne i Hercegovine
| bošnjački kandidati | bošnjački kandidati | bošnjački kandidati | bošnjački kandidati | bošnjački kandidati |
| ------------------- | ------------------- | ------------------- | ------------------- | ------------------- |
| kandidati           |                     |                     |                     | broj glasova        |
| Alija Izetbegović   | Alija Izetbegović   |                     | 730 592 (80,00%)    | 730 592 (80,00%)    |
| Haris Silajdžić     | Haris Silajdžić     |                     | 124 396 (13,62%)    | 124 396 (13,62%)    |
| Fikret Abdić        | Fikret Abdić        |                     | 25 584 (2,80%)      | 25 584 (2,80%)      |
| Sead Avdić          | Sead Avdić          |                     | 21 254 (2,33%)      | 21 254 (2,33%)      |
| Ibrahim Spahić      | Ibrahim Spahić      |                     | 4127 (0,45%)        | 4127 (0,45%)        |
| Hasib Salkić        | Hasib Salkić        |                     | 3427 (0,37%)        | 3427 (0,37%)        |
| Mirnes Ajanović     | Mirnes Ajanović     |                     | 2424 (0,27%)        | 2424 (0,27%)        |
| Sefer Redžepagić    | Sefer Redžepagić    |                     | 1473 (0,16%)        | 1473 (0,16%)        |
|                     |                     |                     |                     |                     |

| hrvatski kandidati | hrvatski kandidati | hrvatski kandidati | hrvatski kandidati | hrvatski kandidati |
| ------------------ | ------------------ | ------------------ | ------------------ | ------------------ |
| kandidati          |                    |                    |                    | broj glasova       |
| Krešimir Zubak     | Krešimir Zubak     |                    | 330 477 (88,70%)   | 330 477 (88,70%)   |
| Ivo Komšić         | Ivo Komšić         |                    | 37 684 (10,11%)    | 37 684 (10,11%)    |
| Anton Štitić       | Anton Štitić       |                    | 2208 (0,59%)       | 2208 (0,59%)       |
| Vinko Ćuro         | Vinko Ćuro         |                    | 2197 (0,59%)       | 2197 (0,59%)       |
|                    |                    |                    |                    |                    |

| srpski kandidati  | srpski kandidati  | srpski kandidati | srpski kandidati | srpski kandidati |
| ----------------- | ----------------- | ---------------- | ---------------- | ---------------- |
| kandidati         |                   |                  |                  | broj glasova     |
| Momčilo Krajišnik | Momčilo Krajišnik |                  | 690 646 (67,30%) | 690 646 (67,30%) |
| Mladen Ivanić     | Mladen Ivanić     |                  | 307 461 (29,96%) | 307 461 (29,96%) |
| Milivoje Zarić    | Milivoje Zarić    |                  | 15 407 (1,50%)   | 15 407 (1,50%)   |
| Branko Latinović  | Branko Latinović  |                  | 12 643 (1,23%)   | 12 643 (1,23%)   |
|                   |                   |                  |                  |                  |

## Zastupnički dom Parlamentarne skupštine BiH
Broj mandata dobivenih na izborima
| stranka | stranka                            | mandata |
| ------- | ---------------------------------- | ------- |
|         | Stranka demokratske akcije         | 19 / 42 |
|         | Srpska demokratska stranka         | 9 / 42  |
|         | Hrvatska demokratska zajednica BiH | 8 / 42  |
|         | Narodni savez za slobodan mir      | 2 / 42  |
|         | Združena lista BiH                 | 2 / 42  |
|         | Stranka za BiH                     | 2 / 42  |

| stranka | stranka                                 | broj glasova     | broj mandata |
| ------- | --------------------------------------- | ---------------- | ------------ |
|         | Stranka demokratske akcije              | 725 417 (54,22%) | 16 / 28      |
|         | Hrvatska demokratska zajednica BiH      | 338 440 (25,30%) | 8 / 28       |
|         | Združena lista BiH                      | 105 918 (7,92%)  | 2 / 28       |
|         | Stranka za BiH                          | 93 816 (7,01%)   | 2 / 28       |
|         | Demokratska narodna zajednica           | 25 562 (1,91%)   | 0 / 28       |
|         | Hrvatska stranka prava                  | 14 879 (1,11%)   | 0 / 28       |
|         | Bosanska stranka                        | 6523 (0,49%)     | 0 / 28       |
|         | Liberali                                | 4996 (0,37%)     | 0 / 28       |
|         | Stranka pravednog prosperiteta          | 4905 (0,37%)     | 0 / 28       |
|         | Vladimir Srebrov                        | 4574 (0,34%)     | 0 / 28       |
|         | Žena BiH                                | 4149 (0,31%)     | 0 / 28       |
|         | Bosanskohercegovačka patriotska stranka | 3295 (0,25%)     | 0 / 28       |
|         | Građanska demokratska stranka           | 3292 (0,25%)     | 0 / 28       |
|         | Liberalno bošnjačka organizacija        | 2129 (0,16%)     | 0 / 28       |

| stranka | stranka                       | broj glasova     | broj mandata |
| ------- | ----------------------------- | ---------------- | ------------ |
|         | Srpska demokratska stranka    | 578 723 (57,90%) | 9 / 14       |
|         | Stranka demokratske akcije    | 184 553 (18,46%) | 3 / 14       |
|         | Narodni savez za slobodan mir | 136 077 (13,61%) | 2 / 14       |
|         | Združena lista BiH            | 30 285 (3,03%)   | 0 / 14       |
|         | Demokratski patriotski blok   | 29 494 (2,95%)   | 0 / 14       |
|         | Srpska patriotska stranka     | 14 146 (1,42%)   | 0 / 14       |
|         | Narodna stranka               | 13 680 (1,37%)   | 0 / 14       |
|         | Stranka srpskog jedinstva     | 8183 (0,82%)     | 0 / 14       |
|         | Građanska demokratska stranka | 4429 (0,44%)     | 0 / 28       |

## Zastupnički dom Parlamenta Federacije BiH
| stranka | stranka                                 | broj glasova     | broj mandata |
| ------- | --------------------------------------- | ---------------- | ------------ |
|         | Stranka demokratske akcije              | 725 810 (54,34%) | 78 / 140     |
|         | Hrvatska demokratska zajednica BiH      | 337 794 (25,29%) | 36 / 140     |
|         | Združena lista BiH                      | 105 897 (7,93%)  | 11 / 140     |
|         | Stranka za BiH                          | 98 207 (7,35%)   | 10 / 140     |
|         | Demokratska narodna zajednica           | 23 660 (1,77%)   | 3 / 140      |
|         | Hrvatska stranka prava                  | 16 344 (1,22%)   | 2 / 140      |
|         | Bosanska stranka                        | 6335 (0,47%)     | 0 / 140      |
|         | Liberali                                | 4582 (0,34%)     | 0 / 140      |
|         | Građanska demokratska stranka           | 4239 (0,32%)     | 0 / 140      |
|         | Žena BiH                                | 4049 (0,30%)     | 0 / 140      |
|         | Bosanskohercegovačka patriotska stranka | 3526 (0,26%)     | 0 / 140      |
|         | Stranka pravednog prosperiteta          | 2708 (0,20%)     | 0 / 140      |
|         | Liberalno bošnjačka organizacija        | 2556 (0,19%)     | 0 / 140      |

## Županijske skupštine u Federaciji BiH
U izborima za županijske skupštine pobijedili su SDA i HDZ BiH. SDA je dobila apsolutnu većinu u županijama s bošnjačkom, a HDZ BiH s hrvatskom većinom. SDA je bila zastupljena u svim županijskim skupštinama izuzev u Županiji Zapadnohercegovačkoj. HDZ BiH je također bio zastupljen u svim županijama izuzev u Bosansko-podrinjskoj županiji, gdje nije sudjelovao na izborima.
| stranka | stranka                            | broj glasova     | broj mandata |
| ------- | ---------------------------------- | ---------------- | ------------ |
|         | Stranka demokratske akcije         | 120 048 (76,50%) | 39 / 50      |
|         | Demokratska narodna zajednica      | 18 743 (11,94%)  | 6 / 50       |
|         | Stranka za BiH                     | 7799 (4,97%)     | 3 / 50       |
|         | Hrvatska demokratska zajednica BiH | 4346 (2,77%)     | 1 / 50       |
|         | Združena lista BiH                 | 3557 (2,27%)     | 1 / 50       |
|         | Bosanska stranka                   | 1148 (0,73%)     | 0 / 50       |
|         | Hrvatska stranka prava             | 539 (0,34%)      | 0 / 50       |
|         | Građanska demokratska stranka      | 383 (0,24%)      | 0 / 50       |
|         | Liberali                           | 356 (0,23%)      | 0 / 50       |

| stranka | stranka                            | broj glasova    | broj mandata |
| ------- | ---------------------------------- | --------------- | ------------ |
|         | Hrvatska demokratska zajednica BiH | 23 794 (83,42%) | 17 / 20      |
|         | Stranka demokratske akcije         | 3778 (13,25%)   | 3 / 20       |
|         | Združena lista BiH                 | 806 (2,83%)     | 0 / 20       |
|         | Bosanska stranka                   | 95 (0,33%)      | 0 / 20       |
|         | Liberali                           | 50 (0,17%)      | 0 / 20       |

| stranka | stranka                                 | broj glasova     | broj mandata |
| ------- | --------------------------------------- | ---------------- | ------------ |
|         | Stranka demokratske akcije              | 161 785 (62,82%) | 33 / 50      |
|         | Združena lista BiH                      | 44 486 (17,27%)  | 9 / 50       |
|         | Stranka za BiH                          | 24 732 (9,60%)   | 5 / 50       |
|         | Hrvatska demokratska zajednica BiH      | 17 517 (6,80%)   | 3 / 50       |
|         | Bosanska stranka                        | 3051 (1,18%)     | 0 / 50       |
|         | Liberali                                | 1754 (0,68%)     | 0 / 50       |
|         | Hrvatska stranka prava                  | 1429 (0,55%)     | 0 / 50       |
|         | Stranka pravednog prosperiteta          | 809 (0,31%)      | 0 / 50       |
|         | Građanska demokratska stranka           | 770 (0,30%)      | 0 / 50       |
|         | Liberalno bošnjačka organizacija        | 716 (0,28%)      | 0 / 50       |
|         | Bosanskohercegovačka patriotska stranka | 478 (0,19%)      | 0 / 50       |

| stranka | stranka                                 | broj glasova     | broj mandata |
| ------- | --------------------------------------- | ---------------- | ------------ |
|         | Stranka demokratske akcije              | 148 574 (65,32%) | 40 / 59      |
|         | Hrvatska demokratska zajednica BiH      | 33 901 (14,90%)  | 9 / 59       |
|         | Stranka za BiH                          | 21 273 (9,35%)   | 6 / 59       |
|         | Združena lista BiH                      | 16 491 (7,25%)   | 4 / 59       |
|         | Bosanska stranka                        | 2488 (1,09%)     | 0 / 59       |
|         | Hrvatska stranka prava                  | 1322 (0,58%)     | 0 / 59       |
|         | Liberali                                | 927 (0,40%)      | 0 / 59       |
|         | Stranka pravednog prosperiteta          | 864 (0,38%)      | 0 / 59       |
|         | Građanska demokratska stranka           | 692 (0,30%)      | 0 / 59       |
|         | Liberalno bošnjačka organizacija        | 481 (0,21%)      | 0 / 59       |
|         | Bosanskohercegovačka patriotska stranka | 427 (0,19%)      | 0 / 59       |

| stranka | stranka                                 | broj glasova    | broj mandata |
| ------- | --------------------------------------- | --------------- | ------------ |
|         | Stranka demokratske akcije              | 12 512 (80,82%) | 26 / 31      |
|         | Stranka za BiH                          | 2098 (13,55%)   | 4 / 31       |
|         | Združena lista BiH                      | 611 (3,95%)     | 1 / 31       |
|         | Bosanska stranka                        | 177 (1,14%)     | 0 / 31       |
|         | Građanska demokratska stranka           | 58 (0,37%)      | 0 / 31       |
|         | Bosanskohercegovačka patriotska stranka | 26 (0,17%)      | 0 / 31       |

| stranka | stranka                            | broj glasova    | broj mandata |
| ------- | ---------------------------------- | --------------- | ------------ |
|         | Stranka demokratske akcije         | 85 499 (50,99%) | 29 / 55      |
|         | Hrvatska demokratska zajednica BiH | 70 414 (41,99%) | 23 / 55      |
|         | Združena lista BiH                 | 4593 (2,74%)    | 2 / 55       |
|         | Stranka za BiH                     | 4158 ((2,48%)   | 1 / 55       |
|         | Hrvatska stranka prava             | 1458 (0,87%)    | 0 / 55       |
|         | Bosanska stranka                   | 707 (0,42%)     | 0 / 55       |
|         | Liberali                           | 298 (0,18%)     | 0 / 55       |
|         | Građanska demokratska stranka      | 275 (0,16%)     | 0 / 55       |
|         | Liberalno bošnjačka organizacija   | 159 (0,09%)     | 0 / 55       |
|         | Rasim Maslić                       | 119 (0,07)      | 0 / 59       |

| stranka | stranka                            | broj glasova    | broj mandata |
| ------- | ---------------------------------- | --------------- | ------------ |
|         | Hrvatska demokratska zajednica BiH | 85 951 (54,80%) | 28 / 50      |
|         | Stranka demokratske akcije         | 58 325 (37,19%) | 19 / 50      |
|         | Stranka za BiH                     | 4 603 (2,93%)   | 2 / 50       |
|         | Združena lista BiH                 | 4364 (2,78%)    | 1 / 50       |
|         | Hrvatska stranka prava             | 1496 (0,95%)    | 0 / 50       |
|         | Hrvatska čista stranka prava BiH   | 689 (0,44%)     | 0 / 50       |
|         | Bosanska stranka                   | 506 (0,32%)     | 0 / 50       |
|         | Liberali                           | 352 (0,22%)     | 0 / 50       |
|         | Građanska demokratska stranka      | 282 (0,18%)     | 0 / 50       |
|         | Liberalno bošnjačka organizacija   | 265 (0,17%)     | 0 / 50       |

| stranka | stranka                            | broj glasova    | broj mandata |
| ------- | ---------------------------------- | --------------- | ------------ |
|         | Hrvatska demokratska zajednica BiH | 48 448 (90,05%) | 29 / 31      |
|         | Hrvatska stranka prava             | 3607 (6,70%)    | 2 / 31       |
|         | Hrvatska čista stranka prava BiH   | 1032 (1,91%)    | 0 / 31       |
|         | Stranka demokratske akcije         | 699 (1,30%)     | 0 / 31       |
|         | Bosanska stranka                   | 16 (0,03%)      | 0 / 31       |

| stranka | stranka                                 | broj glasova     | broj mandata |
| ------- | --------------------------------------- | ---------------- | ------------ |
|         | Stranka demokratske akcije              | 117 920 (59,46%) | 28 / 45      |
|         | Združena lista BiH                      | 34 085 ((17,19%) | 8 / 45       |
|         | Stranka za BiH                          | 25 179 (12,70%)  | 6 / 45       |
|         | Hrvatska demokratska zajednica BiH      | 11 832 (5,97%)   | 3 / 45       |
|         | Bosanska stranka                        | 2406 (1,21%)     | 0 / 45       |
|         | Građanska demokratska stranka           | 1569 (0,79%)     | 0 / 45       |
|         | Liberali                                | 1335 (0,67%)     | 0 / 45       |
|         | Hrvatska stranka prava                  | 953 (0,48%)      | 0 / 45       |
|         | Bosanskohercegovačka patriotska stranka | 892 (0,45%)      | 0 / 45       |
|         | Liberalno bošnjačka organizacija        | 781 (0,39%)      | 0 / 45       |
|         | Stranka pravednog prosperiteta          | 542 (0,27%)      | 0 / 45       |
|         | Bosanska demokratska unija              | 435 (0,22%)      | 0 / 45       |
|         | Fadila Bambud                           | 374 (0,19%)      | 0 / 45       |

| stranka | stranka                            | broj glasova    | broj mandata |
| ------- | ---------------------------------- | --------------- | ------------ |
|         | Hrvatska demokratska zajednica BiH | 39 847 (80,37%) | 13 / 15      |
|         | Stranka demokratske akcije         | 5979 (12,06%)   | 2 / 15       |
|         | Hrvatska stranka prava             | 1753 (3,54%)    | 0 / 15       |
|         | Združena lista BiH                 | 1058 (2,13%)    | 0 / 15       |
|         | Hrvatska čista stranka prava       | 803 (1,62%)     | 0 / 15       |
|         | Bosanska stranka                   | 140 (0,28%)     | 0 / 15       |